# Florian Geyer
Florian Geyer, właściwie Florian Geier von Giebelstadt (ur. 1490 w Giebelstadt, zm. 10 czerwca 1525 w Gramschatzer Wald koło Würzburga) – niemiecki szlachcic, rycerz, dyplomata i dowódca wojskowy, który zasłynął jako obrońca chłopstwa i jeden z przywódców niemieckiego zrywu antyfeudalnego zwanego wojną chłopską.

## Życiorys
Geyer pochodził z frankońskiego rodu szlacheckiego z Giebelstadt. Był najmłodszym z trojga braci. Po śmierci ojca Dietricha w 1492 i dwojga starszych braci odziedziczył we wczesnej młodości znaczny majątek i rozległe grunty, które pozwoliły mu na życie wolne od trosk finansowych.
W 1512–1513 udał się w podróż do króla Anglii Henryka VIII, gdzie zetknął się z poglądami Johna Wycliffa oraz ruchem lollardów.
W 1517 został ekskomunikowany (ekskomunika trwała do końca życia) po sporze dotyczącym 350-letnich, nieudokumentowanych roszczeń czynszu żądanych z odsetkami przez kolegiatę w Neumünster.
Jako wasal margrabiego Kazimierza Hohenzollerna służył w 1519, w wojsku Szwabii, jako dowódca landsknechtów w ekspedycji karnej przeciw księciu Ulrykowi Wirtemberskiemu oraz między innymi również przeciw jego dzierżawcy w Möckmühl Götzowi von Berlichingenowi.

### W służbie u Albrechta Hohenzollerna
Również w tym roku na prośbę swego seniora margrabiego Kazimierza Hohenzollerna wstąpił do niego na służbę, aby jako doświadczony dowódca wsparł jego brata, wielkiego mistrza zakonu krzyżackiego Albrechta Hohenzollerna w konfrontacji z Królestwem Polskim.
Do 1523 roku był dowódcą oddziału w służbie wielkiego mistrza, dla którego odwiedził dwory europejskie z misją dyplomatyczną, kiedy sytuacja militarna rozwinęła się niekorzystnie.
W 1520 prowadził negocjacje zawieszenia broni z Polską, a w 1523 brał udział w rokowaniach podczas obrad sejmu rycerskiego we Schweinfurcie. W tym samym roku towarzyszył swemu panu w rozmowach z Marcinem Lutrem w Wittenberdze.

### Konsultant i negocjator chłopów z frankońskiego regionu Tauber
W czasie wybuchu wojny chłopskiej w 1525 Florian Geyer działał jako konsultant i negocjator na rzecz chłopów regionu doliny Tauber.
Oprócz jego pomocy w organizacji chłopskiej armii i opracowania zasad strategicznych, wystawił do chłopskiej armii ze swego majątku oddział liczący kilkuset mężczyzn, który był powszechnie znany jako „Czarna Gromada”.
Jako negocjatorowi udało się mu pozyskać, wiele mniejszych miast, między innymi, Rothenburg ob der Tauber. Prowadził negocjacje z Würzburgiem i margrafem Kazimierzem Hohenzollernem. Jego celem w walce przeciw księstwu krajowemu były reformy całej Rzeszy opierające się na chłopstwie i mieszczaństwie, zwłaszcza zniesienie przywilejów szlachty i duchowieństwa z ewangelią jako podstawą moralności. Po kilku zwycięstwach umieścił na swym mieczu napis Nulla crux, nulla corona (Ani krzyż, ani korona). Geyerowi nie udało się ze swymi umiarkowanymi poglądami zdobyć uznania wśród zradykalizowanych chłopów, którzy traktowali go nieufnie ze względu na jego szlacheckie pochodzenie.
Dopiero gdy oddziały Szwabii pod dowództwem Georga Truchsessa von Waldburg-Zeila wystąpiły przeciw chłopom i zadały im ciężkie straty, spróbowano za radą Geyera wynegocjować pokój za pośrednictwem jego byłego seniora margrabiego Kazimierza Hohenzollerna jako mediatora.
Geyer wyjechał do Rothenburga ob der Tauber oczekując na eskortę Kazimierza Hohenzollerna. Po klęsce chłopów w decydującej bitwie w pobliżu Ingolstadt, w Unterfranken i Königshofen, nadal czekający na eskortę Geyer został przez radę miasta Rothenburg ob der Tauber wydalony z miasta i samotnie odjechał konno na północ.
W nocy z 9 na 10 czerwca 1525 roku został zakłuty i ograbiony przez dwóch parobków swego szwagra Wilhelma von Grumbacha w Gramschatzer Wald koło Würzburga. Los zwłok Geyera jest niejasny.

## Legendy
Mit Floriana Geyera inspirował socjalistów, działaczy chłopskich, a nawet nazistów.
Z powodu dobrowolnej rezygnacji życia w luksusie i bezinteresownemu oddaniu swym przekonaniom, nadawał się znacznie lepiej jako przykład niż wątpliwa postać Gottfryda von Berlichingena lub „Chłopskiego Kanclerza” Wendela Hiplera Geyer jest wymieniany w dziele Fryderyka Engelsa Wojna chłopska z 1870 jako wczesny bojownik proletariatu. W latach 1942–1945 imię Floriana Geyera nosiła 8 Dywizja Kawalerii SS. Również 3. Pułk Straży Granicznej NRD został nazwany jego imieniem.